# Witten-Mitte-Innenstadt

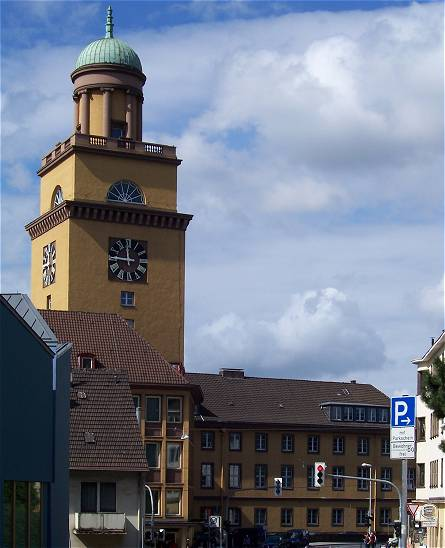
Turm des Wittener Rathauses, Seitenansicht

Innenstadt ist ein Ortsteil von Witten-Mitte. In der offiziellen Gemarkung der Stadt Witten wird der Ortsteil als „statistischer Bezirk“ bezeichnet. Dieser hatte am 31. Dezember 2015 insgesamt 8745 Einwohner.
Die vom Amt für Statistik, Stadtentwicklung und Internetservice der Stadt Witten festgelegten Grenzen des Bezirkes umfassen den Kernbereich von Witten-Mitte. Innerhalb dieses Bezirkes befinden sich der Hauptbahnhof und das Rathaus der Stadt. Zwei der drei Gymnasien der Stadt, das Ruhr- und das Schiller-Gymnasium, befinden sich genau so innerhalb der festgelegten Grenzen wie die Johanniskirche.
Die Bahnhofstraße als Haupteinkaufsstraße der Stadt bildet zusammen mit der StadtGalerie, den Straßen Ruhrstraße, Hauptstraße, sowie dem Johannisviertel das Einzelhandelszentrum Wittens. Nach einem aktuellen, von der Stadt Witten in Auftrag gegebenen Einzelhandels-Gutachten, wird in Zukunft die Ansiedlung von Einzelhandel, der so genannte zentrumsrelevanten Artikel anbietet, in der Hauptstraße nur noch in Ausnahmefällen gestattet werden. Der für den Einzelhandel dann zentrumsrelevante Bereich wird sich auf die Bahnhof- und Ruhrstraße, das Johannisviertel sowie dem Berliner Platz / der Berliner Straße (als Verbindung zwischen Hauptbahnhof und Bahnhofstraße) sowie einige wenige Nebenstraßen beschränken.
Einzelhandel sowie vier- bis fünfgeschossige Bebauungen prägen das Aussehen des Ortsteils. Obwohl der Stadtteil Mitte mit dem Hohenstein und dem Wittener Stadtpark über ein ausgedehntes Naherholungsgebiet verfügt und kleine Parks wie der Schwesternpark oder diverse kleinere Grünzüge das Stadtbild auflockern, befindet sich innerhalb des eng gefassten Innenstadt-Bezirks nur eine nennenswerte Grünfläche, nämlich der zwischen den Bezirken Innenstadt und Oberdorf-Helenenberg aufgeteilte Lutherpark.